# Prigorje
 Ovo je glavno značenje pojma Prigorje. Za druga značenja pogledajte Prigorje (razdvojba).
Prigorje (ponekad i Zagrebačko prigorje) je područje Hrvatske koje se proteže najvećim dijelom oko glavnog grada Zagreba. Točnije, to je područje koje se proteže od Jastrebarskog, preko Samoborskog Prigorja, uz južne obronke Medvednice do rijeke Save. Na istoku s Moslavinom, na zapadu je rubno naselje Harmica, a na sjeveroistoku Sveti Ivan Zelina, odnosno neznatno sjeverno od Zeline završava Kalničkim prigorjem, koje je sastavni dio Prigorja. Na jugu je granica rijeka Sava.
Još u vrijeme srednjeg vijeka Zagreb se smatrao dijelom Prigorja, jer prirodno njemu i pripada, no danas se samo njegovi rubni sjeverni, istočni i zapadni dijelovi svrstavaju u to područje.
Do prije četrdesetak godina središte Prigorja je bila Kašina, dok je to danas Sveti Ivan Zelina. U tzv. zagrebačko prigorje ulaze Podsused, Vrapče, Šestine, Gračani, Remete, Markuševec, Čučerje dok sesvetsko prigorje čine Sesvete i ostala naselja zagrebačke četvrti Sesvete (više od četrdeset naselja), uključujući Prozorje, Martin Breg i Hrebinec s dugoselskog područja. Na sjeveroistoku je Kalničko prigorje.

## Vanjske poveznice
- Prigorske gorice i klieti, katalog izložbe